# Campeonato Mundial de Patinaje Artístico sobre Hielo de 1951
El XLII Campeonato Mundial de Patinaje Artístico se celebró en Milán (Italia) entre el 23 y el 25 de febrero de 1951 bajo la organización de la Unión Internacional de Patinaje sobre Hielo (ISU) y la Federación Italiana de Deportes de Hielo.

## Resultados

### Masculino
| Puesto | Nombre         | País           | Puntos |
| ------ | -------------- | -------------- | ------ |
| Oro    | Richard Button | Estados Unidos | 7      |
| Plata  | James Grogan   | Estados Unidos | 17     |
| Bronce | Hellmut Seibt  | Austria        | 22     |

### Femenino
| Puesto | Nombre             | País           | Puntos |
| ------ | ------------------ | -------------- | ------ |
| Oro    | Jeannette Altwegg  | Reino Unido    | 8      |
| Plata  | Jacqueline du Bief | Francia        | 14     |
| Bronce | Sonya Klopfer      | Estados Unidos | 23     |

### Parejas
| Puesto | Nombre                        | País                | Puntos |
| ------ | ----------------------------- | ------------------- | ------ |
| Oro    | Ria Baran / Paul Falk         | Alemania Occidental | 10     |
| Plata  | Karol Kennedy / Peter Kennedy | Estados Unidos      | 11,5   |
| Bronce | Jennifer Nicks / John Nicks   | Reino Unido         | 20,5   |

## Medallero
| Núm. | País                | Oro | Plata | Bronce | Total |
| ---- | ------------------- | --- | ----- | ------ | ----- |
| 1    | Estados Unidos      | 1   | 2     | 1      | 4     |
| 2    | Reino Unido         | 1   | 0     | 1      | 2     |
| 3    | Alemania Occidental | 1   | 0     | 0      | 1     |
| 4    | Francia             | 0   | 1     | 0      | 1     |
| 5    | Austria             | 0   | 0     | 1      | 1     |
|      | TOTAL               | 3   | 3     | 3      | 9     |

| Predecesor: Reino Unido 1950 | Campeonato Mundial de Patinaje Artístico sobre Hielo 1951 | Sucesor: Francia 1952 |